# Exactitude interpersonnelle
 (décembre 2020).
 (décembre 2020).
Sa qualité peut être largement améliorée en utilisant un vocabulaire plus directement compréhensible.
En psychologie, l'exactitude interpersonnelle fait référence à une différence individuelle concernant la capacité à faire des déductions correctes au sujet des états internes, des traits ou d'attributs personnels d'autrui. Par exemple, une personne qui est capable de reconnaître correctement les émotions, la motivation ou les pensées des autres fait preuve d'exactitude interpersonnelle. C'est une compétence importante à avoir dans la vie de tous les jours et elle est liée à de nombreux résultats positifs en matière d'interactions sociales.

## Définition
Différents termes ont été utilisés dans la littérature dans le passé (par exemple, la sensibilité interpersonnelle, L'exactitude empathique, la lecture de l'esprit, et l'exactitude du jugement, pour décrire la capacité de faire des inférences correctes à propos d’autrui. En outre, la capacité de reconnaissance des émotions (ERA) ou la capacité de perception des émotions fait partie de l’exactitude interpersonnelle. Mais, l’exactitude interpersonnelle est beaucoup plus large que la simple évaluation correcte des émotions d’autrui. L’exactitude interpersonnelle englobe ainsi l’évaluation correcte (par exemple, la personnalité, l'intelligence ou l'orientation sexuelle) et des états (par exemple, les pensées, les émotions ou les motivations) d'autrui, et l'évaluation correcte des relations interpersonnelles (par exemple, le niveau d'intimité entre deux personnes ou le statut hiérarchique entre deux personnes ou plus) ainsi que les caractéristiques de groupes sociaux (par exemple, la religion, l'orientation politique ou la psychopathologie).
Les corrélations entre ces différents domaines de l'exactitude interpersonnelle sont positives mais modestes, ce qui suggère que l’exactitude interpersonnelle est un concept hétérogène aux multiples facettes. Dans certains domaines, en particulier le jugement de la personnalité, les chercheurs mesurent les indices liés au comportement et à l'apparence pour comprendre comment l’exactitude est atteinte et pour identifier les signaux qui pourraient être manqués ou utilisés de manière inappropriée. Parfois, se souvenir avec exactitude d’informations concernant autrui (par exemple, leur comportement non verbal ou leur apparence), un phénomène appelé « recall accuracy », et la capacité à se rappeler son propre comportement non verbal, appelée « nonverbal self-accuracy », sont inclus dans le terme d’exactitude interpersonnelle,. Dans le domaine de la perception sociale, l’exactitude interpersonnelle est principalement conceptualisée comme une compétence, car elle se développe pendant l’enfance et l’adolescence, continue de changer à l’âge adulte, et peut être entraînée,,. Lorsque l'on fait la moyenne des personnes, on peut comparer les groupes (par exemple, les différences entre les sexes ou les comparaisons culturelles).

## L’exactitude interpersonnelle et les interactions sociales
La recherche a montré que les personnes qui ont un niveau élevé d’exactitude interpersonnelle ont tendance à avoir des traits de personnalité socialement  désirables (par exemple, l'empathie, l'extraversion ou la tolérance) et moins de traits de personnalité socialement indésirables (par exemple, le névrosisme ou la timidité), et sont généralement en meilleure santé mentale. De plus, les personnes qui font preuve d'exactitude interpersonnelle sont perçues comme plus coopératives et sympathiques. Ainsi, les personnes qui ont un niveau élevé d’exactitude interpersonnelle semblent mieux équipées pour les interactions sociales que celles qui ont un faible niveau. En effet, l'exactitude interpersonnelle est liée à des résultats positifs dans divers contextes, tels que le milieu médical (par exemple, les médecins qui ont un niveau d’exactitude interpersonnelle plus élevé ont plus de patients satisfaits), l’éducation (par exemple, l’exactitude interpersonnelle est associée à des résultats d’apprentissage positifs tant du côté de l’enseignant que de l’élève) ou le lieu de travail (par exemple, l'exactitude interpersonnelle est positivement liée à la performance au travail). Ce sont des contextes dans lesquels les interactions sociales sont omniprésentes,,,,.
Les origines de l’exactitude interpersonnelle ne sont pas bien comprises, car peu de recherches prospectives ont été effectuées et la plupart des preuves sont corrélationnelles (c'est-à-dire fondées sur des données transversales). La recherche suggère que les expériences formatrices,notamment   l'environnement familial et l'attachement, pourraient jouer un rôle. Par exemple, grandir dans une famille dysfonctionnelle est associée à des enfants ayant un niveau d’exactitude interpersonnelle plus élevé. Les facteurs motivationnels,, à court ou à long terme, ainsi que diverses exigences de la vie professionnelle travail et sociale jouent également un rôle. Bien que l’exactitude interpersonnelle soit modestement corrélée à l’intelligence cognitive, elle n’est pas le simple produit d’une intelligence globale supérieure.